# White Oak (Ohio)
White Oak és una concentració de població designada pel cens dels Estats Units a l'estat d'Ohio. Segons el cens del 2000 tenia 13.277 habitants.

## Demografia
Segons el cens del 2000, White Oak tenia 13.277 habitants, 5.263 habitatges, i 3.647 famílies. La densitat de població era de 1.253,4 habitants/km².
Dels 5.263 habitatges en un 33,7% hi vivien nens de menys de 18 anys, en un 55% hi vivien parelles casades, en un 10,8% dones solteres, i en un 30,7% no eren unitats familiars. En el 26,4% dels habitatges hi vivien persones soles el 10,4% de les quals corresponia a persones de 65 anys o més que vivien soles. El nombre mitjà de persones vivint en cada habitatge era de 2,52 i el nombre mitjà de persones que vivien en cada família era de 3,07.
Per edats la població es repartia de la següent manera: un 26,5% tenia menys de 18 anys, un 8,3% entre 18 i 24, un 29,2% entre 25 i 44, un 21,4% de 45 a 60 i un 14,6% 65 anys o més.
L'edat mediana era de 37 anys. Per cada 100 dones de 18 o més anys hi havia 88,5 homes.
La renda mediana per habitatge era de 45.306 $ i la renda mediana per família de 55.736 $. Els homes tenien una renda mediana de 41.728 $ mentre que les dones 28.768 $. La renda per capita de la població era de 23.687 $. Aproximadament el 3,9% de les famílies i el 5,1% de la població estaven per davall del llindar de pobresa.

## Poblacions més properes
El següent diagrama mostra les poblacions més properes.